# Provo (Utah)
Provo è un comune (city) degli Stati Uniti d'America e capoluogo della contea di Utah nello Stato dello Utah, si trova 43 miglia (69 km) a sud di Salt Lake City lungo il Wasatch Front. La popolazione era di 116.288 persone al censimento del 2018, il che la rende la terza città più grande dello Stato. Si trova tra le città di Orem a nord e di Springville a sud. Provo è la principale città dell'area metropolitana di Provo-Orem, che conta una popolazione di 526.810 persone al censimento del 2010. È la terza area metropolitana più grande dello Utah dietro Salt Lake City e Ogden-Clearfield. La città è stata fondata nel 1849 e incorporata nell'aprile 1850, e prende il nome da Étienne Provost, un commerciante di pellicce franco-canadese.

## Geografia fisica
Secondo lo United States Census Bureau, ha un'area totale di 44,2 mi² (114,48 km²).

## Società

Bandiera di Provo dal 1989 al 2015.

### Etnie e minoranze straniere
Secondo il censimento del 2010, la composizione etnica della città era formata dall'84,8% di bianchi, lo 0,7% di afroamericani, lo 0,8% di nativi americani, il 2,5% di asiatici, l'1,1% di oceaniani, il 6,6% di altre razze, e il 3,4% di due o più etnie. Ispanici o latinos di qualunque origine erano il 15,2% della popolazione.

## Infrastrutture e trasporti
La città è servita dal servizio ferroviario suburbano FrontRunner.